# Frédéric Piquionne
Frédéric Piquionne (Numea, Nueva Caledonia, Francia, 8 de diciembre de 1978) es un exfutbolista internacional martiniqués, nacionalizado francés y neocaledonio de nacimiento. Jugaba de delantero y su último equipo fue el Mumbai City Football Club en 2016.

## Selección nacional
Ha sido internacional con la Selección de fútbol de Francia en una ocasión. Fue en un amistoso ante Austria en el 2007.
También ha jugado con la selección de Martinica la Copa de Oro

## Clubes
| Club                             | País           | Año         |
| -------------------------------- | -------------- | ----------- |
| Olympique Nîmes                  | Francia        | 2000 - 2001 |
| Stade Rennes                     | Francia        | 2001 - 2004 |
| AS Saint-Etienne                 | Francia        | 2004 - 2007 |
| AS Mónaco                        | Francia        | 2007 - 2008 |
| Olympique Lyonnais               | Francia        | 2008 - 2009 |
| Portsmouth                       | Inglaterra     | 2009 - 2010 |
| West Ham United                  | Inglaterra     | 2010 - 2012 |
| Doncaster Rovers                 | Inglaterra     | 2012        |
| Portland Timbers                 | Estados Unidos | 2013 - 2014 |
| Union Sportive Créteil-Lusitanos | Francia        | 2014 - 2015 |
| Mumbai City Football Club        | India          | 2015 - 2016 |